# Stephanostegia megalocarpa
Stephanostegia megalocarpa är en oleanderväxtart som beskrevs av Markgraf. Stephanostegia megalocarpa ingår i släktet Stephanostegia och familjen oleanderväxter. Inga underarter finns listade i Catalogue of Life.